# 李中素
李中素（?—1697年），字鵠山，號怍菴，湖北麻城人，清朝政治人物。
李中素為貢生出身。本任湘鄉教諭，因政績卓著，擢為閩縣知縣。康熙三十四年（1695年）調任臺灣府臺灣縣知縣，曾暫攝教諭之職。三十六年（1697年）卒於任內。李中素為官勤政，善於辦理訴訟，重視教育。其身故後，卻因為倉穀潮濕腐爛，導致家屬羈留賠補，直到十年後才得以歸返。